# Frauenzentrum Westberlin
Das Frauenzentrum Westberlin war das erste Frauenzentrum in Deutschland seit der historischen Frauenbewegung. Es war ein räumlicher Ausgangspunkt für die neue Frauenbewegung und eines feministischen Selbstverständnisses.
Basisdemokratische Frauenzentren bildeten in den frühen 1970er Jahren die Entwicklungskerne der autonomen Frauenbewegung in der Bundesrepublik. Zu bisher tabuisierten Themen wie Sexualität, Empfängnisverhütung, Abtreibung, sexualisierte Gewalt, häusliche Gewalt und Psychiatrisierung bildeten Frauen Arbeitsgruppen und organisierten Projekt- und Berufsgruppen. Aus dem Frauenzentrum Westberlin nahmen innerhalb von fünf Jahren mehr als zwanzig Frauenprojekte ihren Anfang.

## Geschichte

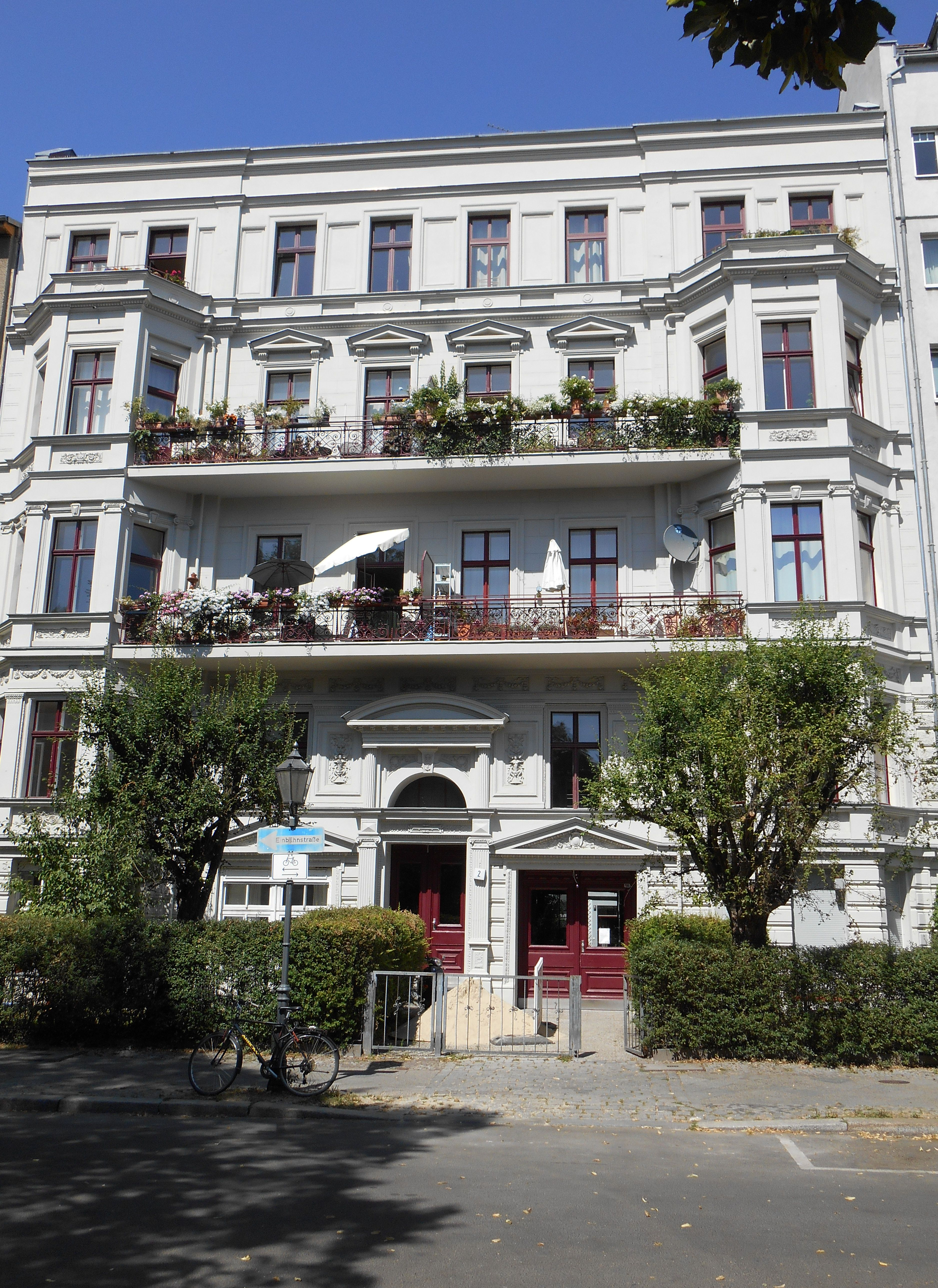
Hornstrasse 2 in Berlin-Kreuzberg (2013)

Zu Beginn der 1970er Jahre bildete sich neben der bundesweiten feministischen Protestbewegung gegen den § 218 eine neue Organisationsweise in der Frauenbewegung heraus: die kleine Frauengruppe, die den Schwerpunkt auf den persönlichen Erfahrungsaustausch legte. Diese Entwicklung brachte zentrale Institutionen der Frauenbewegung hervor, die mit dem Frauenzentrum in Berlin ihren Anfang nahmen.
Rund 120 Frauen gründeten 1973 in Berlin-Kreuzberg das erste Frauenzentrum der zweiten Frauenbewegung in Deutschland. Die Initiatorinnen waren Frauen der Homosexuellen Aktion Westberlin. Im November 1972 kamen in West-Berlin aufgrund ihrer Anzeige im Sponti-Blatt Hundert Blumen die ersten siebzig Frauen zur Vorbereitung eines autonomen Frauenzentrums in das Sozialistische Zentrum in der Stephanstraße in Moabit, vormals Sitz der Kommune I. Sie bildeten die ersten Arbeitsgruppen und einen eingetragenen Verein, der im März 1973 das Frauenzentrum in ehemaligen Ladenräumen in der Hornstraße 2 eröffnete. Das Zentrum war als männerfreier Raum gedacht. An der Eingangstür war das Symbol der neuen Frauenbewegung, das Venuszeichen mit einer Faust, die den Ring sprengt, angebracht. 1977 zog das Frauenzentrum um in die Stresemannstraße 40, wo es noch einige Jahre bestand.
Zu den Gründerinnen gehörten u. a. Gisela Bock, Roswitha Burgard, Anke Wolf-Graaf, Barbara Kavemann, Cristina Perincioli, Cäcilia „Cillie“ Rentmeister, Renate Richter, Monika Schmid, Dagmar Schultz, Waltraut Siepert, Beatrice Stammer, Christiane Ewert. Die erste Generation im Frauenzentrum waren berufstätige Frauen (Erzieherinnen, Lehrerinnen, junge Wissenschaftlerinnen und Künstlerinnen, Angestellte) sowie Studentinnen, von denen viele erst nach Berufstätigkeit auf dem zweiten Bildungsweg die Uni erreicht und manche bereits eine Ehe hinter sich hatten. Viele kamen als Lesben oder wurden „Bewegungslesben“. Lesben waren nicht in der Mehrheit, doch die treibende Kraft in allen Frauenprojekten dieser Zeit.
Das Berliner Frauenzentrum war
„Vorreiter einer Welle von Gründungen, die - mit einigen Monaten Abstand – zunächst im Herbst 1973 Frankfurt und dann andere Großstädte ergriff.“ (Kristina Schulz)

## Abgrenzung zum Sozialistischen Frauenbund Westberlin
Das Frauenzentrum in Berlin-Kreuzberg entstand in expliziter Abgrenzung zum Sozialistischen Frauenbund Westberlin (SFB). Viele Initiatorinnen des Frauenzentrums hatten in linken Gruppen eine „Kapital-Schulung“ absolviert, sich in linken Parteiinitiativen und Stadtteilgruppen engagiert, manche auch Betriebsarbeit geleistet, bevor sie sich dem Frauenzentrum anschlossen. Wenn sie sich nun vehement gegen den Sozialistischen Frauenbund Westberlin (SFB) oder einer Vereinnahmung durch den Kommunistischen Bund verwahrten, so weil sie deren politische Strategie und Ziele gut kannten.
Sozialistische Frauengruppen grenzten sich ihrerseits ganz entschieden von den autonomen Feministinnen des Frauenzentrums ab. Deren Engagement sei „politisch folgenlos“, weil „absolut theorielos“, schrieb Lottemi Doormann 1979. „Die Abkehr der radikalfeministischen Gruppen von den politischen Realitäten und ihre nahezu ausschließliche Zuwendung zur privaten, individuellen, persönlichen Sphäre – ausgerechnet in einer Zeit zugespitzter gesellschaftlicher Krise, die nicht zuletzt auf dem Rücken eines Großteils ihrer Geschlechtsgenossinnen ausgetragen wurde – das habe ich diesen Gruppen vorzuwerfen.“

## Struktur
Das Berliner Frauenzentrum blieb stets autonom, also ohne staatliche Finanzierung, unabhängig von Parteien oder anderen Interessengruppen und organisierte sich basisdemokratisch. Die Vereinsform war nötig, um gewerbliche Räume anmieten zu können, der Vorstand hatte keine Weisungsfunktion. Gemeinsame Aktionen wurden im Plenum so lange diskutiert bis Konsens hergestellt war.
Das Plenum musste sich regelmäßig gegen Männer wehren, die eine Teilnahme zu erzwingen, und gegen Frauen kommunistischer Gruppen, die die schnell wachsende Frauenbewegung unter ihre Lenkung zu bringen versuchten.

## Arbeitsweise
Die Organisation des Frauenzentrums beruhte auf kleinen Aktions-, Diskussions- und Selbsterfahrungsgruppen.
Beim Informationsabend beantwortete eine Gruppe von Organisatorinnen die Fragen der Neulinge. Diese sollten eigene Selbsterfahrungs-Gruppen von höchstens zehn Teilnehmerinnen bilden. Angestrebt war ein kollektiver Lernprozess nach der aus der amerikanischen Frauenbewegung kommenden Methode „Consciousness-raising“ (C.R., dtsch.: Bewusstseinsbildung), der in vier Schritten in mehreren Gruppensitzungen vollzogen wurde. Das Ziel war ausgehend von den individuellen Erlebnissen und Gefühlen die Unterdrückungserfahrungen von Frauen zu analysieren.
Anja Jovic beschrieb 1974 im Kursbuch ihre Erfahrung im Westberliner Frauenzentrum:
„Was an diesem ersten Abend für mich deutlich wurde, war, dass die Frauen im Frauenzentrum sich nicht bereits eine feste Theorie erarbeitet hatten und uns diese überstülpen wollten, sondern dass sie uns ‚Neue‘ so, wie wir waren, mit unseren Erfahrungen sofort für voll nahmen.“
Anders als in dogmatischen linken Gruppen der 1970er Jahre wurde ausdrücklich keine politische Linie vorgegeben. Cristina Perincioli führte die Produktivität der Diskussionen im Berliner Frauenzentrum auf „neue politische Prinzipien“ zurück, die die Frauenbewegung realisiert habe. Dazu zählte sie Unmittelbarkeit („anpacken, was unter den Nägeln brennt“), sich selbst
ernst nehmen und von eigenen Probleme ausgehen sowie Autonomie gegenüber Organisationen und Gruppen.

## Themen und Arbeitsgruppen
Im Zentrum der Aktivitäten standen die eigene Definitionsmacht über Körper und Sexualität und Formen der Selbsthilfe. Aktivistinnen des Frauenzentrums formulierten 1975: „Mit Selbsthilfe wollen wir nicht nur eine neue Medizin, sondern auch ein neues Frauenbewußtsein  schaffen.“
Ein Jahr nach Gründung gab es folgende Arbeitsgruppen:
- Selbsterfahrung, davon gab es vier Gruppen für neue hinzukommende Frauen.
- Selbsthilfe. Beeinflusst war die Selbsthilfegruppe vom Radikalfeminismus und der Frauengesundheitsbewegung aus den USA.[16]
- Abtreibungsberatung und Kampagnen zum §218 leisteten zwei AGs. Die Frauen organisierten auch illegale Abtreibungen in Berlin und Busfahrten zu niederländischen Abtreibungskliniken. Dreimal wöchentlich boten sachkundige Mitglieder der Gruppe „Brot und Rosen“ Sprechstunden für Schwangerschafts- und Sterilisationsberatung sowie allgemeine Gesundheitsprobleme von Frauen an.
- Sexualität war Thema für zwei Gruppen
- Theorien zur Frauenbefreiung
- Arbeitsgruppe „Lohn für Hausarbeit“ (mit Gisela Bock und Pieke Biermann),  inspiriert von Schriften der italienischen Theoretikerin Mariarosa Dalla Costa.[17] Die Arbeitsgruppe begründete eine Kampagne, der sich 1977 weitere Gruppen bundesweit anschlossen.
- Frauen gegen Gewalt. Die Gruppe gab die Broschüre Entwaffnet Vergewaltiger heraus, in der sie Frauen dazu aufrief, Selbstverteidigung zu lernen.[18] Es entstand ein Selbstverteidigungskurs mit 25 Zentrumsfrauen.

Beruflich orientierte Fachgruppen
- Hochschulgruppe: Seminare zur Situation als Studentinnen und Dozentinnen[19]
- Frauenrockgruppe Flying Lesbians
- Mediengruppe mit Journalistinnen verschiedener Medien.[Anm. 2]
- Gesundheitswesen
- Psychotherapie, Psychiatrie
- Kunstgeschichte
- Schule/Erzieherinnen
- Frauen-Beratungsstelle für pädagogische, juristische und medizinische Fragen wurde von Psychologinnen und Soziologinnen vorbereitet.[20]

## Publikationen
Mit einfachen Mitteln hergestellte Broschüren dienten dazu Erkenntnisse von Arbeitsgruppen Frauen, auch in anderen Städten Westdeutschlands, schnell zugänglich zu machen. Dazu gehörten die Frauenzentrums-Info 1973, eine Broschüre zum Start des Berliner Frauenzentrums, und die Frauenzeitung 1973–1976.
Die Aktivistinnen der „Neuen Frauenbewegung“ hatten kaum Kenntnis über die Erste, die „Alte“ Frauenbewegung. Die Texte der Ersten Frauenbewegung in Deutschland waren im Dritten Reich verboten, die Tradition der Weitergabe von Theorien, Erfahrungen, Forderungen und Erfolgen brach ab. Literatur der Frauenrechtlerinnen wurde erst in den 1970er Jahren von Feministinnen wiederentdeckt. So war die Neue Frauenbewegung zu Beginn nahezu theorielos (abgesehen von August Bebel und Friedrich Engels) und suchte in allen Richtungen nach theoretischen Texten, die sie voranbringen könnte.
Von Frauen aus dem Frauenzentrum herausgegeben:
- Anne Koedt: Der Mythos vom vaginalen Orgasmus. Frauenraubdruck vom Frauenzentrum Berlin 1974. In einem Vorwort erklärten die Herausgeberinnen, dass ihre „Auffassung von Geschichte und Wissenschaft“ - „von Männern geschrieben und diktiert“ - durch diesen Text „ins Wanken geraten“ sei.[12]
- Selbsthilfegruppe des Frauenzentrums (Christiane Ewert, ‎Gaby Karsten, ‎Dagmar Schultz): Hexengeflüster. Frauen greifen zur Selbsthilfe (1975). Obgleich nur im Frauenselbstverlag herausgegeben, wurde das Frauenhandbuch ein Bestseller. Die Autorinnen problematisierten die Zentrierung auf die Penetration und den „Orgasmuszwang“, sprachen orale und manuelle Formen der sexuellen Stimulation der Klitoris an, die den sexualbiologischen Bedürfnissen der Frau entsprächen, und kritisierten die herrschenden medizinischen und populären Bezeichnungen für den Sexualbereich der Frau.[21] 1976 erschien überarbeitet und erweitert Hexengeflüster 2.
- Hogie Wyckoff: Anfänge einer feministischen Therapie (1974), eine Anleitung zum Aufbau eigener Problemlösungsgruppen, Problem-solving groups for women, in: Radical Therapy, Vol. I, 1/15/73, übersetzt und herausgegeben von BIFF - Beratung und Information für Frauen im Frauenzentrum Berlin-West.[22]
- Frauen gegen Gewalt (1976), Arbeitsgruppen aus dem Frauenzentrum dokumentierten Fälle von Gewalt gegen Frauen in Ehe, Psychiatrie, Gynäkologie und Vergewaltigung. Dazu übersetzten sie Rape: The Politics of Consciousness von Susan Griffin, eine Broschüre zur Vorbereitung für das „Internationale Tribunal Gewalt gegen Frauen“ in Brüssel 1976, organisiert von Diana E. H. Russell.[23]

Übersetzung:
- Mariarosa Dalla Costa, Selma James: Die Macht der Frauen und der Umsturz der Gesellschaft, 1973 in der Übersetzung von Gisela Bock im Berliner Merve-Verlag erschienen.

Wiederentdeckt und 1974 als Raubdruck veröffentlicht:
- Mathilde Vaerting: Neubegründung der Psychologie von Mann und Weib (1921)
- Bertha Eckstein-Diener: Mütter und Amazonen. Ein Umriß weiblicher Reiche (München 1932). Laut Cillie Rentmeister eröffneten die Texte den Blick auf angenommene historische sowie einige neuzeitliche matriarchale Gesellschaftsformen. Sie zeigten, dass Patriarchat und weibliche Zweitrangigkeit nicht naturgegeben und universell sind, und lieferten damit Argumente u. a. gegen Simone de Beauvoirs Behauptung: „Diese Welt hat immer den Männern gehört…“,[24] Feministische Autorinnen wie Marielouise Janssen-Jurreit und Ute Gerhard warnten vor „Matriarchats-Eskapismus“.

## Öffentliche Auftritte
- Erstes Frauenfest in Berlin „Tanz in den Mai“ 11. Mai 1974, Gründung der Frauenrockband Flying Lesbians.[25]
- Auf Initiative des Frauenzentrums führten neun Ärztinnen und fünf Ärzte im April 1974 einen angekündigten Schwangerschaftsabbruch mit einer Absaugpumpe (Vakuumaspiration) im Frauenzentrum durch, gefilmt von einem Kamerateam der Hamburger Redaktion des Nachrichtenmagazins Panorama und begleitet von Alice Schwarzer. Zur Ausstrahlung kam es nicht, da das Filmdokument auf Betreiben kirchlicher Autoritäten, christdemokratischer Politiker und Ärztefunktionäre im letzten Moment zurückgezogen wurde. Laut Kristina Schulz war schon die Idee einer öffentlichen Abtreibung „eine aufsehenerregende Aktionsform“. Das Ausstrahlungsverbot entfaltete eine „von den Akteurinnen nicht vorhersehbare“ Dynamik. Demonstrantinnen versammelten sich vor dem NDR-Funkhaus und verlangten vergeblich eine Erklärung des Intendanten. Frauen drangen in das Gebäude des Senders Freies Berlin (Go-in) ein. In zahlreichen Städten riefen Frauengruppen zum Kirchenaustritt auf. Demonstrantinnen sangen lauthals „Was gehen den Papst im Vatikan denn eigentlich unsere Bäuche an, der niemals selbst ein Kind gebar? Hallelujah!“[26][27]
- 1975 Protest im Kino und Anzeige gegen den Pornofilm Die Geschichte der O, der mit Mitteln der Filmförderung finanziert worden war.[28]
- Tribunal über Gewalt gegen Frauen 19. Februar 1976 in der TU Mensa mit Karatedemonstration und Tanz mit den Flying Lesbians.
- Die 26-jährigen Susanne Schmidtke wurde 1977 nachts auf ihrem Heimweg von einer lesbischen Bar in Charlottenburg vergewaltigt und starb an den Folgen schwerer Misshandlungen. Daraufhin veranstalteten Frauen spontane Nachtdemonstrationen unter dem Motto „Frauen, wir erobern uns die Nacht zurück!“[29]
- Sieben Frauen-Sommeruniversitäten 1976–83 in der Freien Universität bzw. der Technischen Universität, zuerst organisiert von der „Dozentinnengruppe“ und in Folgejahren von Gruppen aus dem Frauenzentrum, einmal auch dem Lesbischen Aktionszentrum Westberlin.

## Solidarität zwischen lesbischen und heterosexuellen Frauen
Viele Lesben – obwohl nicht selbst betroffen – arbeiteten in den §218-Gruppen mit. Selbst die in der Homosexuellen Aktion Westberlin organisierten Lesben unterstrichen mit einem Flugblatt ihre Unterstützung im Kampf gegen den §218: „Schwule Frauen sind in erster Linie Frauen. Und der §218 betrifft alle Frauen. Er entmündigt alle Frauen.“ Bei einer Demonstration des Frauenzentrums 1973 führten sie das Spruchband „Schwulsein ist besser“ mit.
Umgekehrt fühlten sich die heterosexuellen Frauen des Frauenzentrums von der Hetze der Springerpresse gegen Lesben ebenso gemeint: „Ich warne alle Frauen vor der lesbischen Liebe“ (Quick), „Wenn Frauen Frauen lieben kommt es oft zu einem Verbrechen“ (BILD 2. Februar 1973) Mit gleichlautenden Parolen feuerte die Springerpresse über Wochen, gerade zu jener Zeit, als überall feministische Zentren entstanden. In der Literatur über die Neue Frauenbewegung wird diese Zusammenarbeit zwischen Lesben und heterosexuellen Feministinnen bisweilen als Gefahr gesehen, weil dadurch die Frauenbewegung diskreditiert würde.
Der Mordprozess in Itzehoe 1974 gegen Marion Ihns und Judy Andersen, die ein lesbisches Paar waren, mobilisierte die autonome Frauenbewegung in ganz Westdeutschland. Beide Frauen wurden für den Auftragsmord am Ehemann von Marion Ihns zu lebenslänglich verurteilt.  Sexueller Missbrauch in der Kindheit und die jahrelangen Vergewaltigungen und Misshandlungen durch den Ehemann berücksichtigte das Gericht nicht. Nicht der Mord, sondern die lesbische Lebensweise habe vor Gericht gestanden. Heterosexuelle Frauen solidarisierten sich erstmals öffentlich seit der ersten Frauenbewegung mit homosexuellen Frauen. Die Devise lautete: „Frauen gemeinsam sind stark.“  Die Flugblätter, die sie noch vor Eröffnung des Frauenzentrums in Westberlin am 17. Februar 1973 verteilten, waren der Auftakt zum Widerstand gegen die Diskriminierung von Lesben. Gegen die reißerische und diffamierende Berichterstattung „protestieren die Frauengruppen mitten im Gerichtssaal - und erstmals in der deutschen Mediengeschichte 136 Journalistinnen und 36 Journalisten beim Deutschen Presserat. Der spricht eine Rüge aus“. Diese Unterschriftenaktion initiierte die Mediengruppe des Berliner Frauenzentrums.
In jenem Mordprozess kamen erstmals bisher tabuisierte Gewaltformen gegen Frauen zur Sprache: häusliche Gewalt, Vergewaltigung in der Ehe, sexueller Missbrauch von Kindern. Dieser Themen nahm sich die autonome, feministische Bewegung nun an. Aus Arbeitsgruppen im Berliner Frauenzentrum wurde in Folge das erste Frauenhaus und der erste Frauen-Notruf für vergewaltigte Frauen geschaffen. Die erste Beratungsstelle für sexuell missbrauchte Mädchen, Wildwasser, entstand 1983.

## Projekte
Frauen aus dem Frauenzentrum gründeten z. T. zusammen mit dem Lesbischen Aktionszentrum Westberlin innerhalb von fünf Jahren mehr als zwanzig Projekte, von denen einige noch im 21. Jahrhundert arbeiten:
1973/74
- Feministisches Frauengesundheitszentrum (FFGZ). Es entwickelte sich aus einer Arbeitsgruppe des Frauenzentrums und vertritt bis heute Interessen von Frauen im Gesundheitswesen. Im November 1973 demonstrierte die Amerikanerin Carol Downer vor 300 Frauen im West-Berliner Frauenzentrum zum ersten Mal in Deutschland die vaginale Selbstuntersuchung mit einem Spekulum.[36] Ab 1974 boten Frauen Kurse zur Selbstuntersuchung an.[37] 1975 fasste die Arbeitsgruppe ihr Wissen über Sexualität und Gesundheit von Frauen in dem selbst verlegten Handbuch Hexengeflüster. Frauen greifen zur Selbsthilfe zusammen. Ab 1976 gab sie die Zeitschrift Clio heraus.
- BIFF - Beratung und Information für Frauen (Motto: „Frauen besprechen mit Frauen Probleme“) im Frauenzentrum Berlin.
- Frauenbuchvertrieb bis 1987.
- Frauenselbstverlag, später sub rosa, dann Orlanda Verlag.
- Flying Lesbians – erste Frauenrockband in Europa, bis 1977.

1975
- PSIFF - Psychosoziale Initiative für Frauen, feministisches Therapiezentrum für Frauen
- Frauenbuchladen Labrys, bis 1994.
- Lesbisches Aktionszentrum Westberlin (LAZ).
- Lesbenpresse, bis 1982.
- Blocksberg, FrauenLesben-Kneipe in der Yorckstraße in Berlin-Schöneberg, bis 1980.
- Frauenkalender, s. a. Gudula Lorez.

1976
- Courage, bis 1984.
- Schwarze Botin (Zeitschrift), bis 1987.
- Viva-Frauendruck, Buchdruckerei und -vertrieb für Bücher aus der Frauenbewegung
- Berliner Sommeruniversität für Frauen, 1976–1983 mit jeweils bis zu 10.000 Teilnehmerinnen. Die erste Sommeruniversität gilt als Auftakt für die Frauenforschung und feministische Wissenschaft in Deutschland.[38][39]
- Selbstverteidigung für Frauen, besteht bis heute.
- Frauenbuchladen Lilith bis 1998 auf der Knesebeckstraße in Berlin-Charlottenburg.[40][41]
- Amazonenverlag, bis 1984, erster deutschsprachiger Verlag, der sich auf lesbische Literatur spezialisierte.
- Gründung des ersten deutschen Frauenhauses in Berlin.[42]

1977/1978
- Erster Frauen-Notruf im Frauenzentrum Kreuzberg für vergewaltigte Frauen.
- FFBZ – Frauenforschungs-, bildungs- und Informationszentrum, gegründet von Ursula Nienhaus, Barbara Duden, Gisela Bock, Irene Stöhr und vielen weiteren Frauen, besteht bis heute fort (www.ffbiz.de)[43]

## Nachwirkung
Trotz unterschiedlicher Feminismusinterpretationen und ideologischer Differenzen wurden die Frauenzentren in den 1970er Jahren zu den wichtigsten Kommunikationsstätten der neuen Frauenbewegung in der Bundesrepublik, an denen Frauen unterschiedlichster Herkunft zusammenkamen. In zahlreichen Städten waren Frauenzentren die Räume, in denen sich ein feministisches Selbstverständnis weiter entfalten konnte. Ende der 1970er Jahre verlor das Frauenzentrum seine Funktion. Neue Frauen engagierten sich direkt in den aus dem Frauenzentrum hervorgegangenen Projekten. Dieser Prozess markiert laut Kristina Schulz „den Zerfall einer sozialen Bewegung und zugleich den Neubeginn anderer Formen feministischen Handelns“. Es ging nun darum die zahlreichen Frauenprojekte und Initiativen dauerhaft zu institutionalisieren und ihre Förderung durch öffentliche oder private Träger anzustreben.
Nach der Wende entstanden Frauenzentren in den Neuen Bundesländern als Dienstleister für Frauen und Mädchen (Beratung, Kultur, Sport, Kontakt und Hilfe), die selbst verwaltet, doch nicht mehr autonom sind, sondern nach dem Subsidiaritätsprinzip staatlich subventioniert.